# Tweevlek
De tweevlek (Epitheca bimaculata) is een echte libel (Anisoptera) uit de familie van de glanslibellen (Corduliidae). Het is een zeer zeldzame en atypische glanslibel, die meer op een korenbout lijkt.
De wetenschappelijke naam van de soort werd in 1825 als Libellula bimaculata gepubliceerd door Toussaint von Charpentier.

## Kenmerken
De tweevlek is een grote soort. De lichaamskleuren zijn bruin, oranje en zwart, zonder de kenmerkende metaalglans van alle andere glanslibellen. De ogen van uitgekleurde dieren zijn wel glimmend met metaalglans, maar minder felgroen dan bij andere soorten uit de familie. De vleugels hebben een oranje tint, vooral bij de voorranden. De achtervleugels hebben een grote zwarte vlek in de basis. Mannetjes hebben een achterlijf dat breed begint en spits toeloopt. De segmenten 1 en 2 zijn oranje, de overige segmenten zijn zwart met oranje zijvlekken. De achterlijfsaanhangselen zijn opvallend V-vormig. Vrouwtjes zijn breder gebouwd en de oranje vlekken aan de zijkanten van het achterlijf zijn veel uitgebreider. Hierdoor blijft er een zwarte, spits toelopende streep op het midden van de achterlijfsrug over. De lichaamslengte van volwassen dieren ligt tussen 55 en 60 millimeter.
De larve is 27–32 mm lang, opvallend groot voor de familie van de glanslibellen, en heeft grote en sterk gekromde rugdoornen.

## Vliegtijd
De vliegtijd van de tweevlek is kort: in mei en juni. De enige Nederlandse waarneming werd gedaan op 8 juni.

## Gedrag en voortplanting
De larven leven tussen ondergedoken waterplanten, of op de bodem. Vooral oudere larven leven ver uit de kant, vaak op enkele meters diepte. Dit in tegenstelling tot de meeste andere libellen. De larven overwinteren twee of drie keer. Uitsluipen vindt in Centraal-Europa vrijwel uitsluitend plaats in mei. Jonge imago’s houden zich voornamelijk in het bos op, maar worden niet vaak waargenomen. Geslachtsrijpe tweevlekken worden meestal vliegend boven open water gezien, ver uit de kant. De mannetjes maken daar lange patrouillevluchten. Vrouwtjes zetten de eitjes solitair af in volle vlucht, op plaatsen met veel waterplanten. Ze persen een klomp van honderden eitjes uit het achterlijf, zichtbaar als een oranje bal, en dippen dan het achterlijf in het water. De eitjes laten los, zwellen op en de bal ontvouwt zich tot een lange sliert die met waterplanten verstrengeld raakt.

## Habitat
De habitat van de tweevlek bestaat uit vrij grote en diepe stilstaande wateren, zoals meren, plassen, dode rivierarmen en visvijvers. Het water is rijk aan ondergedoken waterplanten en meestal visrijk. In Noordwest-Europa komt de tweevlek voor in meso- tot eutrofe plassen en meren van vaak enkele hectaren groot en van één tot vier meter diep. Vaak zijn dit oude rivierarmen of (zand)groeven. De meeste vindplaatsen liggen in de directe omgeving van bos.

## Verspreidingsgebied
Het verspreidingsgebied van de tweevlek loopt oostelijk tot in Siberië en Japan. Buiten Europa en Azië komt hij niet voor. In Europa is het een noordoostelijke soort, die vooral voorkomt in Oost-Duitsland, Polen, de Baltische Staten, Wit-Rusland en het zuiden van Noorwegen, Zweden en Finland. In Centraal-Europa is de soort zeldzaam en komt hij lokaal voor. In België is de soort zeer zeldzaam. De enige Nederlandse waarneming komt uit de omgeving van Arnhem.

## Verwante en gelijkende soorten
Door lichaamskleur, patroon en zwarte basisvlekken in de achtervleugels lijkt de tweevlek meer op de viervlek (Libellula quadrimaculata) en de bruine korenbout (Libellula fulva) dan op andere soorten uit de familie van de glanslibellen. De tweevlek is langer dan andere glanslibellen en korenbouten. De achterlijfstekening van het mannetje lijkt sterk op die van de viervlek. De achterlijfstekening van het vrouwtje lijkt sterk op die van de bruine korenbout (vrouwtjes en jonge mannetjes). Welbeschouwd is het achterlijf echter anders getekend en anders van vorm. De vleugels van de tweevlek zijn meestal meer oranje getint dan bij de gelijkende soorten. De viervlek heeft een donker vlekje halverwege de vleugelvoorranden. De bruine korenbout heeft vaak donkere vleugeltopjes. Deze vlekken zijn bij de tweevlek afwezig. Uitgekleurde tweevlekken hebben glimmende ogen, viervlek en bruine korenbout niet. Tot slot is het gedrag van de tweevlek anders: ze vliegen lang boven open water en gaan niet vaak zitten. Als ze zitten doen ze dit vrijwel verticaal in plaats van vrijwel horizontaal.
In het larvestadium is er door de duidelijke kenmerken geen verwarring met andere soorten.

## Bedreigingen en bescherming
De tweevlek is nog niet beoordeeld op de Rode Lijst van de IUCN.